# ヒカリノシズク/Touch
『ヒカリノシズク/Touch』（ヒカリノシズク/タッチ）は、日本の男性アイドルグループであるNEWSのメジャー通算19枚目となるシングル。2016年1月20日にジャニーズ・エンタテイメントからリリース。

## 概要
- 前作「四銃士」から約2ヶ月振りのリリース。
- 両A面シングルを発売するのは、2012年12月12日に発売された「WORLD QUEST / ポコポンペコーリャ」以来約4年振りとなり、CDシングルは2015年6月24日発売の「チュムチュム」以来約7ヶ月ぶり (DVDシングルを含めば11月25日発売の「四銃士」以来約2ヶ月ぶり) である。
- 2016年シングルの第1弾。
- 初回“ヒカリノシズク”盤・“Touch”盤、通常盤の3形態での発売。
- 表題曲「ヒカリノシズク」は、メンバーの加藤シゲアキ原作・出演 フジテレビ系土ドラ『傘をもたない蟻たちは』の主題歌である。
- 表題曲「Touch」は、メンバー出演 『ニッセン』のCMソングである。
- 初回"ヒカリノシズク"盤のDVDには、「ヒカリノシズク」のMusic Clip & Makingを収録。
- 初回"Touch"盤のDVDには、「Touch」のMusic Clip & Makingを収録。
- 通常盤には、「星の旅人たち」と「whis･per」のカップリング2曲と、オリジナル・カラオケ2曲を収録。
- 全形態に封入されている応募IDカードを、2016年1月19日(火)〜24日(日)までに特設サイトに入力すると、抽選で「特製の傘」のオリジナル・グッズのプレゼントと、待受画面 (待受1種/グループ写真) のダウンロードができた。

## 先着購入特典
初回“ヒカリノシズク”盤・“Touch”盤、通常盤
- 応募IDカード

初回“ヒカリノシズク”盤
- クリアファイルA(A4サイズ)

初回“Touch”盤
- クリアファイルB(A4サイズ)

通常盤
- クリアファイルC(A4サイズ)

## 封入特典
初回“ヒカリノシズク”盤・“Touch”盤
- 2面4Pジャケット

通常盤
- 4面8Pジャケット

## チャート成績
初週14.8万枚を売り上げ、デビューシングルから19作連続で2月1日付オリコン週間シングルチャート1位を獲得した。
また、1月度のオリコン月間シングルチャートでも1位を獲得。シングル月間1位は2014年6月度の「ONE -for the win-」以来となった。

## 収録曲

### CD

#### 通常盤・初回“ヒカリノシズク”盤
※「星の旅人たち」以降、通常盤のみ収録。
1. ヒカリノシズク [5:08]
作詞・作曲・編曲：take4、ストリングスアレンジ：五十嵐宏治
  - 加藤シゲアキ原作・出演 フジテレビ系ドラマ『傘をもたない蟻たちは』主題歌
2. Touch [3:47]
作詞・作曲・編曲：TAKA3
  - NEWS出演「ニッセン」CMソング
3. 星の旅人たち [4:28]
作詞・作曲：take4・BANSE1、編曲：高橋諒
4. whis･per [4:12]
作詞：Ryohei Yamamoto、作曲：Fredrik “Figge” Bostrom・川口進、編曲：石塚知生
5. ヒカリノシズク（オリジナル・カラオケ）
6. Touch（オリジナル・カラオケ）

#### 初回“Touch”盤
1. Touch
2. ヒカリノシズク

### DVD

#### 初回“ヒカリノシズク”盤
1. 「ヒカリノシズク」Music Clip & Making

#### 初回“Touch”盤
1. 「Touch」Music Clip & Making

## 映像作品
ヒカリノシズク
- NEWS LIVE TOUR 2016 QUARTETTO
- NEWS 15th Anniversary LIVE 2018 "Strawberry"
- NEWS LIVE TOUR 2019 WORLDISTA
- NEWS 20th Anniversary LIVE 2023 in TOKYO DOME BEST HIT PARADE!!! 〜シングル全部やっちゃいます〜

Touch
- NEWS LIVE TOUR 2016 QUARTETTO
- NEWS LIVE TOUR 2017 NEVERLAND
- NEWS 15th Anniversary LIVE 2018 "Strawberry"
- NEWS LIVE TOUR 2022 音楽
  - 3人体制 初披露
- NEWS 20th Anniversary LIVE 2023 in TOKYO DOME BEST HIT PARADE!!! 〜シングル全部やっちゃいます〜